# Département de Ziguinchor
Le département de Ziguinchor est l'un des 46 départements du Sénégal et l'un des 3 départements de la région de Ziguinchor. Il est situé en Basse-Casamance, dans le sud-ouest du pays.
Le département de Ziguinchor comporte 6 communes que sont : Adéane, Boutoupa Camaracounda, Enampore, Niaguis, Nyassia et Ziguinchor.

## Administration
Le chef-lieu est la ville de Ziguinchor, qui est aussi la seule commune du département.

## Géographie

### Population
Lors du recensement de décembre 2002, la population était de 182 453 habitants. En 2005, elle était estimée à 192 325 habitants.  

## Subdivisions

### Arrondissement de Niaguis
Communautés rurales :
| Adéane CR | Niaguis CR | Boutoupa CR |
| --- | --- | --- |
| 9 villages - Adéane - Agnack Grand - Agnack Petit - Baghagha - Bissine - Diagnon - Koundioundou - Sindone - Tambacoumba | 13 villages - Baraf - Boucotte Mancagne - Boulome - Boutoute - Djibélor - Djifanghor - Fanda - Gouraf - Mandina Mancagne - Mandina Manjaque - Niaguis - Sône - Soucouta | 24 villages - Baraka Bounao - Baraka Pakao - Baraka Patata - Bidour ? - Bilasse - Bindialoum Bainounk - Bindialoum Manjacque - Boffa - Bourofaye Bainounk - Bourofaye Diola - Boussoloum - Boutoupa - Camaracounda - Guidel Bambadinka - Laty - Mawa - Mpack - Niabina - Niadiou - Niaféna - Poubosse - Pouboul ? - Samick - Sandiaba Manjacque - Tampe ? - Tendaba - Yabone |

### Arrondissement de Nyassia
Communautés rurales
| Enampore CR | Nyassia CR |
| --- | --- |
| 14 villages - Badiatte - Bandial - Batighere - Brin - Djibonker - Enampor - Essyl - Etama - Kamogueul - Mamatoro - Médina - Séléki | 25 villages - Bacounoun - Badème - Bafican - Bagame - Bassèré - Bougnack - Boffa Boyote - Bouhouyou - Darsalam - Dialang - Dioher - Ediouma - Etafoune - Etomé - Kadiéné - Kaguitte - Kailou - Kaléane - Kassoulou - Kassou Sénégal - Katouré - Kouring - Mahamouda - Nyassia - Toubacouta |